# Ark (software)
Ark, voorheen KZip, is een archiefbeheer- en datacompressieprogramma voor de werkomgevingen KDE en TDE. Het wordt verspreid als onderdeel van het pakket kdeutils. Het biedt een grafische gebruikersomgeving (front-end) voor verschillende datacompressie- en archiveringsprogramma's die anders via de command-line (back-end) aangestuurd moeten worden. Het programma wordt verspreid als vrije software onder de voorwaarden van de GNU General Public License (GPL).

## Geschiedenis
Het programma werd oorspronkelijk gepubliceerd als KZip. Op 3 november 1998 kwam versie 0.5 uit en ging het programma verder onder de naam Ark. Het was destijds geïntegreerd in de bestandsbeheerder KFM. Op 23 oktober 2000, met de release van KDE 2, veranderde de bestandsbeheerder in Konqueror.

## Functionaliteit
Ark kan nieuwe archieven creëren en comprimeren, de inhoud van archieven weergeven, uitpakken, wissen of toevoegen. Deze functies zijn beschikbaar via de knoppen in de menu's of door middel van slepen en neerzetten. De functies kunnen ook uitgevoerd worden door andere KDE-programma's zoals Konqueror of Dolphin en andere programma's die gebaseerd zijn op KPart.

## Bestandsformaten
Ark ondersteunt de volgende bestandsformaten, mits alle backends geïnstalleerd zijn:
- 7z .7z
- tar.tar
- RAR-archieven .rar
- ZIP-archieven .zip
- gzip .gz
- bzip .bz
- bzip2 .bz2
- LHA-archieven .lzh
- Zoo-archieven .zoo
- ar .ar
- CAB .cab